# 今給黎学

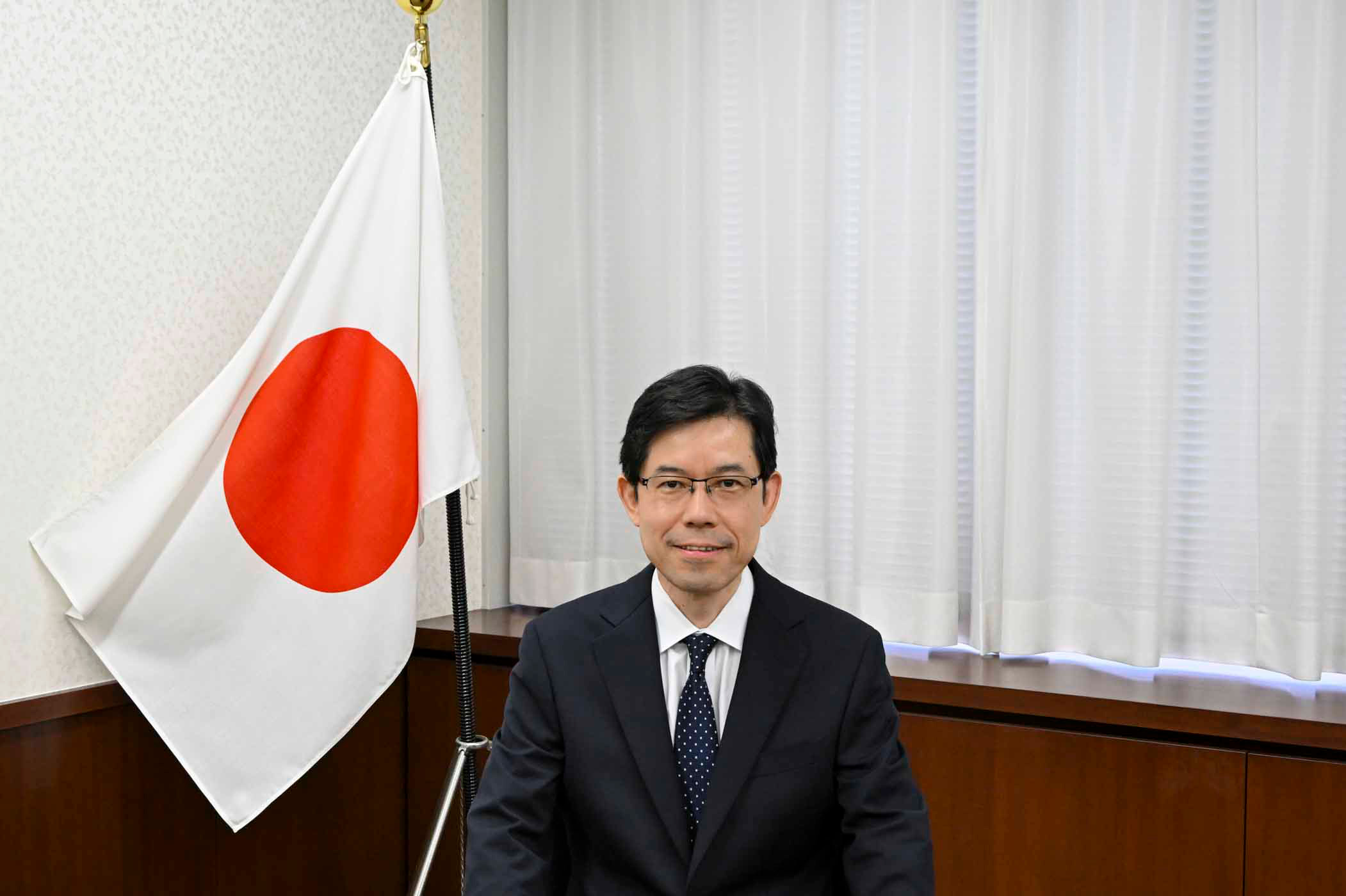
防衛研究所より公表された肖像

今給黎 学（いまきゅうれい まなぶ、1966年7月 – ）は、日本の官僚。

## 人物
福岡県出身。福岡大学附属大濠高等学校を経て、慶應義塾大学経済学部卒業。

## 略歴
- 1991年、防衛庁入庁　経理局施設課
- 2009年、情報本部画像・地理部
- 2010年、外務省総合外交政策局軍縮・不拡散・科学部軍備管理軍縮課生物・化学兵器禁止条約室長
- 2012年、大臣官房企画官
- 2014年、大臣官房付（英国王立国防大学）
- 2015年、防衛政策局国際政策課長
- 2017年、大臣官房秘書課長
- 2019年、経済産業省貿易経済協力局審議官（貿易経済協力局・国際技術戦略担当）
- 2021年、中国四国防衛局長
- 2023年、大臣官房審議官（併）情報本部副本部長
- 2024年、防衛研究所長